# جاويد أختر
جاويد أختر (من مواليد 17 يناير 1945) شاعر وكاتب غنائي وكاتب سيناريو هندي اشتهر بعمله في السينما الهندية، حاصل على اثنان من أعلى الأوسمة المدنية في الهند جائزة بادما شري (1999)، جائزة بادما بوشان (2007)، جائزة أكاديمي ساهيتيا فضلا عن خمسة جوائز السينما الوطنية.
نال جاويد شهرة كبيرة من خلال الثنائي سليم-جافيد، وحقق الثنائي إنجازاته ككاتب سيناريو مع فيلم زنجير عام 1973. واصل كتابة فيلم ديوار وفيلم شعلة، وكلاهما صدر عام 1975؛ لقد اكتسبوا عبادة أتباعهم، وكان لهم تأثير كبير في الثقافة الشعبية. حصل لاحقًا على الثناء على عمله كشاعر غنائي، وفاز بجائزة الفيلم الوطني لأفضل كلمات خمس مرات وجائزة فيلم فير لأفضل شاعر غنائي ثماني مرات.
قام أختار بحملة خاصة لصالح الحزب الشيوعي الهندي (CPI) ومرشحهم في الانتخابات العامة الهندية لعام 2019، وكان عضوًا في البرلمان في راجيا سابها. حصل على جائزة ريتشارد دوكينز لعام 2020 عن عمله

## روابط خارجية
- جاويد أختر على موقع IMDb (الإنجليزية)
- جاويد أختر على موقع ألو سيني (الفرنسية)
- جاويد أختر على موقع ميوزك برينز (الإنجليزية)
- جاويد أختر على موقع أول موفي (الإنجليزية)
- جاويد أختر على موقع ديسكوغز (الإنجليزية)
- جاويد أختر على موقع قاعدة بيانات الفيلم (الإنجليزية)
- جاويد أختر على موقع كينوبويسك (الروسية)